# آیریش فریز
آیریش فریز (انگلیسی: Irish Ferries) شرکت کشتیرانی ایرلندی است، که در سال ۱۹۷۳ تأسیس شد.